# Narasimha Rao

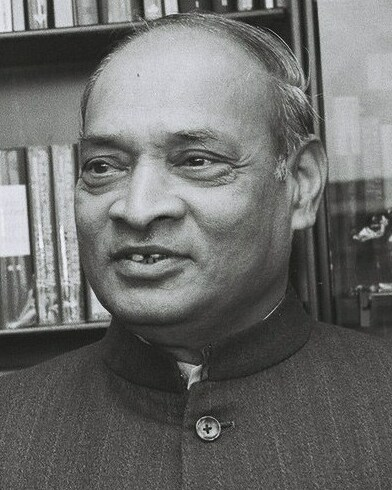
Narasimha Rao

Pamulaparthi Venkata Narasimha Rao (Karimnagar bij Haiderabad (Andhra Pradesh) (Andhra Pradesh), 28 juni 1921 - Delhi, 23 december 2004) was premier van India.
P. V. Narasimha Rao nam tijdens en na zijn rechtenstudie deel aan de strijd voor onafhankelijkheid van zijn land. Vanaf 1947 werkte hij in zijn geboortestaat Andhra Pradesh, waar hij het tot premier bracht. Daarna bekleedde hij posities in de federale regeringen van Indira Gandhi en haar zoon Rajiv, zoals minister van binnenlandse zaken, defensie en buitenlandse zaken.
Toen tijdens de verkiezingscampagne van 1991 Rajiv Gandhi was vermoord, werd Rao naar voren geschoven als premier van India. De Congrespartij had de verkiezingen gewonnen, maar geen absolute meerderheid behaald. In de traditie van de partij vormde Rao geen coalitie maar een minderheidskabinet. Ondanks de moeilijke financieel-economische situatie en de onrust in het land, hield dit kabinet de volle vijf jaar stand.
Rao en zijn minister van Financiën Manmohan Singh voerden een liberalisatie door van de economie van India. Na het protectionistische beleid van de Gandhi's was dit hard nodig, maar het electoraat van het Congres was er niet klaar voor. En er waren de nodige schandalen, waarin ook Rao's naam werd genoemd. De verkiezingen van 1996 werden verloren, en na een tussenperiode ging de rechtse Hindoepartij BJP regeren.
Rao's naam werd achteraf gezuiverd, en de economische hervormingen van zijn regering maakten op termijn de Indiase economie tot een van de snelst groeiende ter wereld. Rao heeft nog juist meegemaakt, dat zijn minister Manmohan Singh aan het hoofd van een nieuw Congres-kabinet ging regeren in 2004.
Jawaharlal Nehru · Gulzari Lal Nanda · Lal Bahadur Shastri · Indira Gandhi · Morarji Desai · Chaudhary Charan Singh · Rajiv Gandhi · Vishwanath Pratap Singh · Chandra Shekhar · Narasimha Rao · Atal Bihari Vajpayee · Haradanahalli Dodde Deve Gowda · Inder Kumar Gujral · Manmohan Singh · Narendra Modi
- Bibliothèque nationale de France: cb120218291 (data)
- Gemeinsame Normdatei: 119260468
- International Standard Name Identifier: 0000 0000 8411 5585
- Library of Congress Control Number: n84103890
- Nationale Bibliotheek van Tsjechië: jo20211117543
- Nationale Bibliotheek van Israël: 987007361201105171
- Nederlandse Thesaurus van Auteursnamen: 140517731
- Système universitaire de documentation: 028368789
- Trove: 929769
- Virtual International Authority File: 114384722
- WorldCat: E39PBJjhF74P9r3WPRPxjdPYT3